# Coust
Coust est une commune française située dans le département du Cher en région Centre-Val de Loire.

## Géographie
La commune de Coust est située au sud du département du Cher, en bordure de l'Allier sur la limite du Berry et du Duché de Bourbon dans la vallée du Chignon, qui jusqu'aux ravages causés par le phylloxéra au XIXe siècle, était plantée de vignes.

### Hydrographie

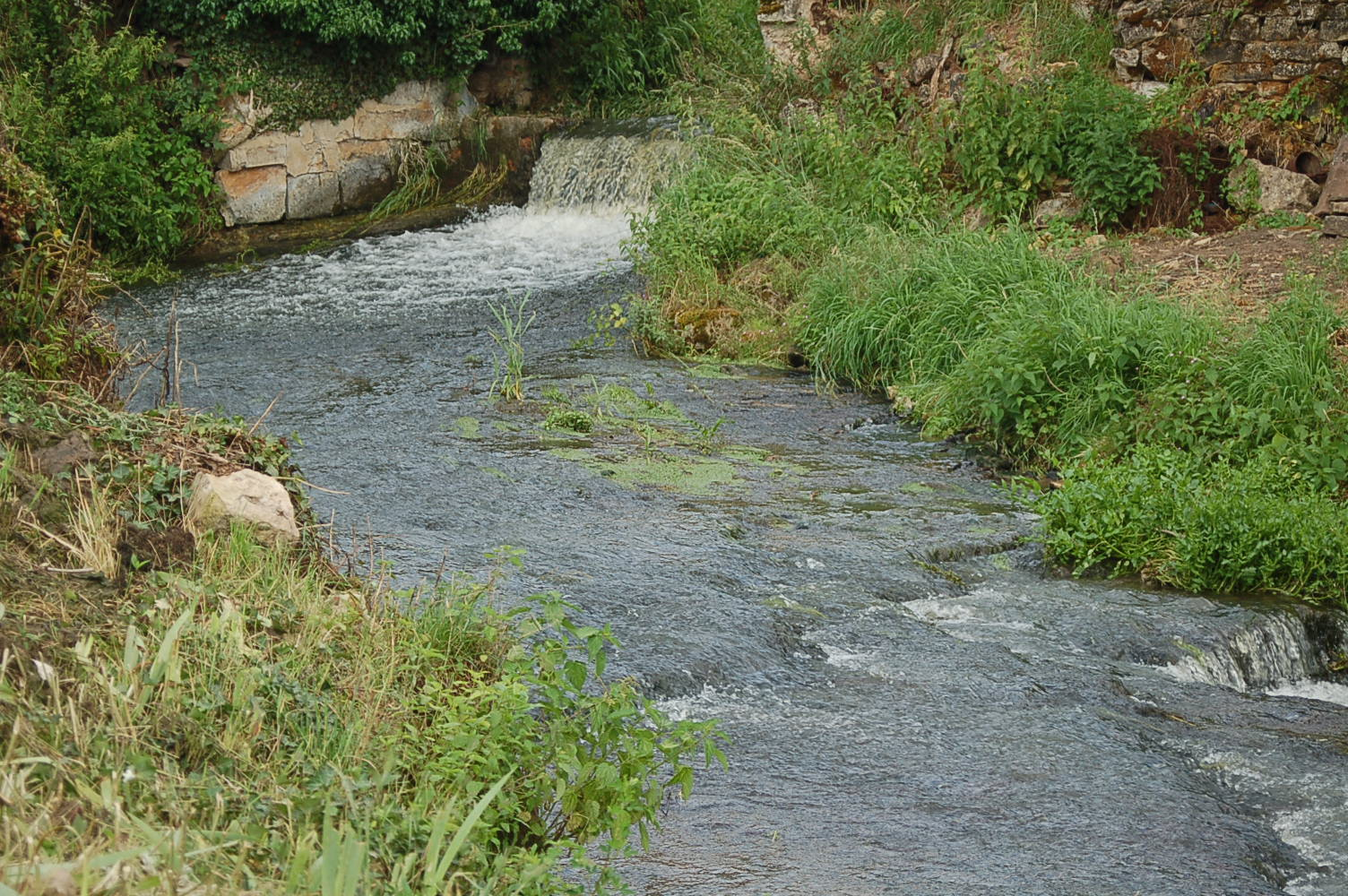
Le Chignon passant à Touzelle.

Coust alimente en eau potable une partie du canton de Charenton-du-Cher et la ville de Saint-Amand-Montrond. La station de pompage est située à proximité de l'église. Les eaux y sont bonnes car elles viennent du Massif central. La commune s'étend sur une surface de 2 740 hectares, arrosée à l'ouest par le Cher, et traversée par les ruisseaux du Châtelier, des Fourneaux, des Bachats, le Coutard et le Chignon. Jadis, ce dernier alimentait un grand étang entre le Pied de Coust et l'église. Il faisait tourner la roue du moulin de Touzel puis celui du Petit Paris avant d'atteindre ce qui fut le moulin de Rouchat. Il longe ensuite le Petit Marçais et se jette dans la Marmande à hauteur du moulin de la Saulzaie après avoir traversé le canal de Berry. Par le passé, ce ruisseau était essentiel pour Saint-Amand car il alimentait les douves du château édifié par Ebbes de Charenton puis celles de l'enceinte de Saint-Amand-sous-Montrond.
Les lavoirs
On en compte trois sur la commune. L'un, à voir bien qu'actuellement à l'abandon, se trouve derrière l'église, et est alimenté en eau par une source renfermée dans un cube de pierre de taille. Il existe aussi un lavoir de construction récente dans le bourg. Le troisième est situé au lieu-dit Beaufitu (voir Meslon). Les deux lavoirs anciens sont des lavoirs ouverts, c'est-à-dire que les bassins d'eau ne sont pas abrités.

### Climat
Pour des articles plus généraux, voir Climat du Centre-Val de Loire et Climat du Cher.
En 2010, le climat de la commune est de type climat océanique dégradé des plaines du Centre et du Nord, selon une étude du CNRS s'appuyant sur une série de données couvrant la période 1971-2000. En 2020, Météo-France publie une typologie des climats de la France métropolitaine dans laquelle la commune est exposée à un climat océanique altéré et est dans la région climatique Ouest et nord-ouest du Massif Central, caractérisée par une pluviométrie annuelle de 900 à 1 500 mm, maximale en automne et en hiver.
Pour la période 1971-2000, la température annuelle moyenne est de 11,3 °C, avec une amplitude thermique annuelle de 16 °C. Le cumul annuel moyen de précipitations est de 737 mm, avec 10,8 jours de précipitations en janvier et 7,3 jours en juillet. Pour la période 1991-2020, la température moyenne annuelle observée sur la station météorologique la plus proche, située sur la commune d'Orval à 9 km à vol d'oiseau, est de 12,3 °C et le cumul annuel moyen de précipitations est de 757,1 mm,. Pour l'avenir, les paramètres climatiques de la commune estimés pour 2050 selon différents scénarios d'émission de gaz à effet de serre sont consultables sur un site dédié publié par Météo-France en novembre 2022.

## Urbanisme

### Typologie
Au 1er janvier 2024, Coust est catégorisée commune rurale à habitat dispersé, selon la nouvelle grille communale de densité à 7 niveaux définie par l'Insee en 2022.
Elle est située hors unité urbaine. Par ailleurs la commune fait partie de l'aire d'attraction de Saint-Amand-Montrond, dont elle est une commune de la couronne,. Cette aire, qui regroupe 36 communes, est catégorisée dans les aires de moins de 50 000 habitants,.

### Occupation des sols
L'occupation des sols de la commune, telle qu'elle ressort de la base de données européenne d’occupation biophysique des sols Corine Land Cover (CLC), est marquée par l'importance des territoires agricoles (94,6 % en 2018), une proportion sensiblement équivalente à celle de 1990 (94,7 %). La répartition détaillée en 2018 est la suivante : 
prairies (54 %), terres arables (38,2 %), forêts (4,1 %), zones agricoles hétérogènes (2,5 %), zones urbanisées (1,3 %).
L'évolution de l’occupation des sols de la commune et de ses infrastructures peut être observée sur les différentes représentations cartographiques du territoire : la carte de Cassini (XVIIIe siècle), la carte d'état-major (1820-1866) et les cartes ou photos aériennes de l'IGN pour la période actuelle (1950 à aujourd'hui).

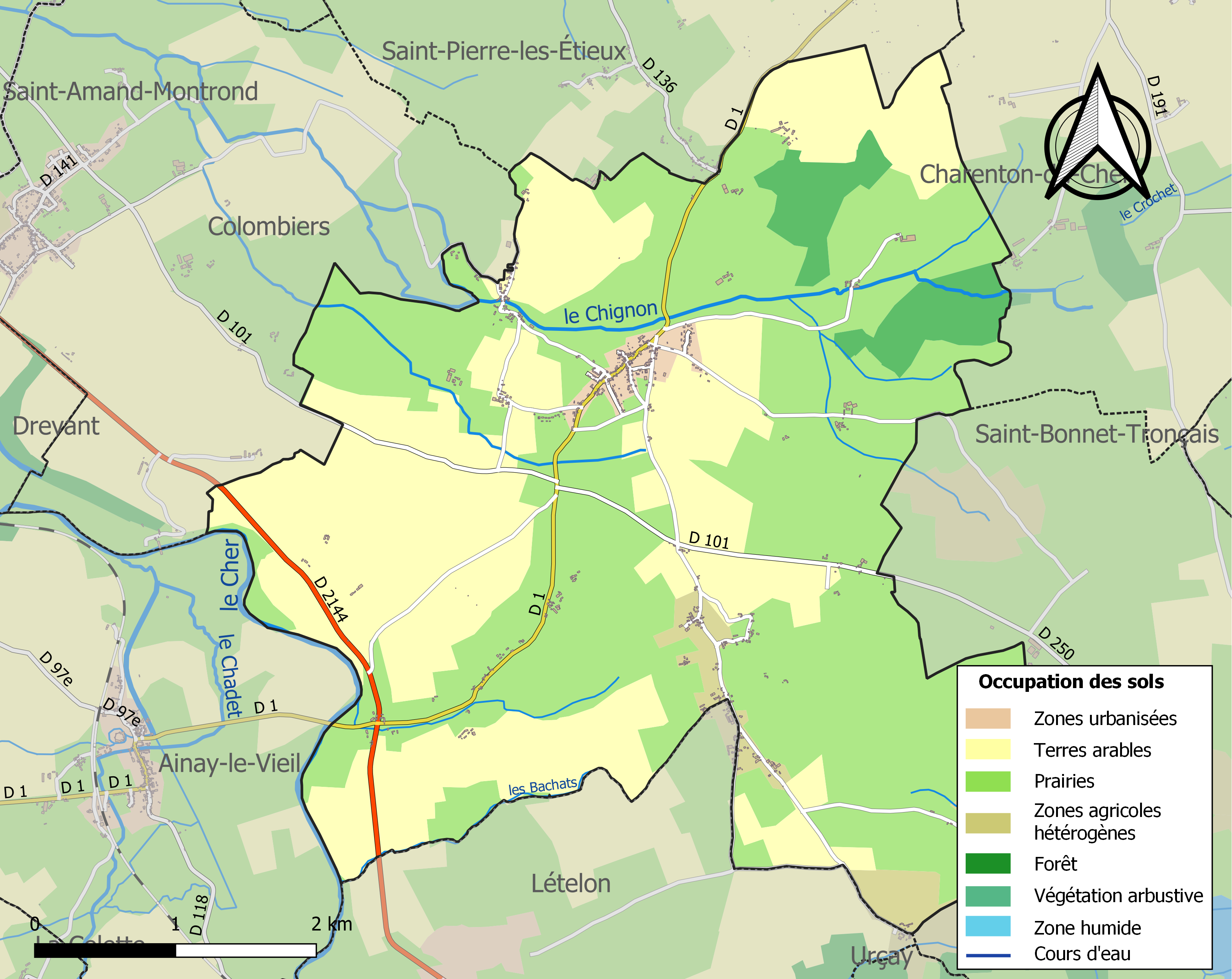
Carte des infrastructures et de l'occupation des sols de la commune en 2018 (CLC).

### Risques majeurs
Le territoire de la commune de Coust est vulnérable à différents aléas naturels : météorologiques (tempête, orage, neige, grand froid, canicule ou sécheresse), inondations, mouvements de terrains et séisme (sismicité faible). Il est également exposé à deux risques technologiques, le transport de matières dangereuses et la rupture d'un barrage. Un site publié par le BRGM permet d'évaluer simplement et rapidement les risques d'un bien localisé soit par son adresse soit par le numéro de sa parcelle.

#### Risques naturels
Certaines parties du territoire communal sont susceptibles d’être affectées par le risque d’inondation par débordement de cours d'eau, notamment le Cher et le Chignon. La commune a été reconnue en état de catastrophe naturelle au titre des dommages causés par les inondations et coulées de boue survenues en 1982 et 1999,.

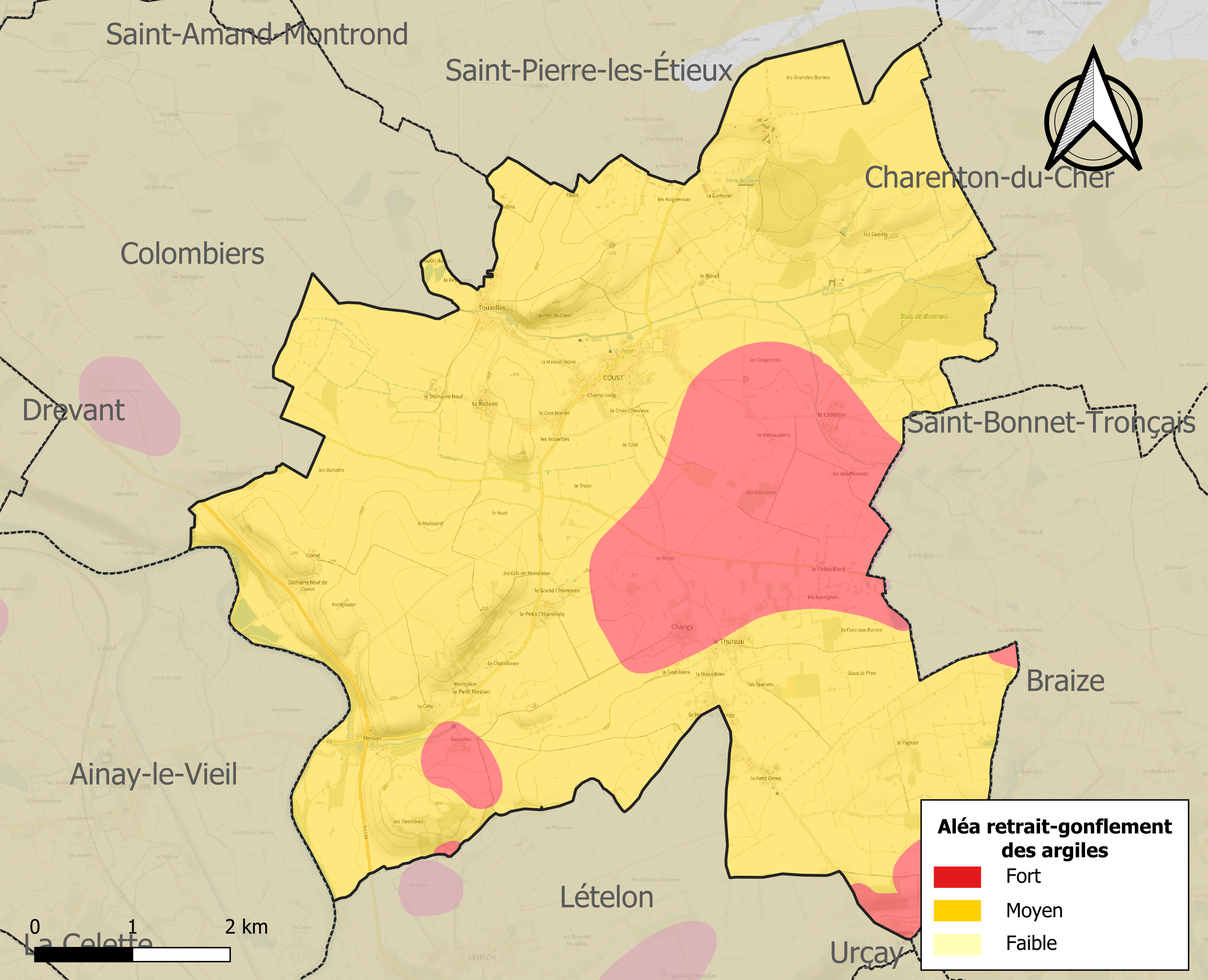
Carte des zones d'aléa retrait-gonflement des sols argileux de Coust.

La commune est vulnérable au risque de mouvements de terrains constitué principalement du retrait-gonflement des sols argileux. Cet aléa est susceptible d'engendrer des dommages importants aux bâtiments en cas d’alternance de périodes de sécheresse et de pluie. La totalité de la commune est en aléa moyen ou fort (90 % au niveau départemental et 48,5 % au niveau national). Sur les 281 bâtiments dénombrés sur la commune en 2019, 281 sont en aléa moyen ou fort, soit 100 %, à comparer aux 83 % au niveau départemental et 54 % au niveau national. Une cartographie de l'exposition du territoire national au retrait gonflement des sols argileux est disponible sur le site du BRGM,.
Concernant les mouvements de terrains, la commune a été reconnue en état de catastrophe naturelle au titre des dommages causés par la sécheresse en 1989 et 2019 et par des mouvements de terrain en 1999.

#### Risques technologiques
Le risque de transport de matières dangereuses sur la commune est lié à sa traversée par des infrastructures routières ou ferroviaires importantes ou la présence d'une canalisation de transport d'hydrocarbures. Un accident se produisant sur de telles infrastructures est en effet susceptible d’avoir des effets graves au bâti ou aux personnes jusqu’à 350 m, selon la nature du matériau transporté. Des dispositions d’urbanisme peuvent être préconisées en conséquence.
La commune est en outre située en aval du barrage de Rochebut, de classe A et faisant l'objet d'un PPI. À ce titre elle est susceptible d’être touchée par l’onde de submersion consécutive à la rupture de cet ouvrage.

## Toponymie
Le nom du village était Costrum (probablement du latin castrum qui désigne une petite place fortifiée) en 1147, Cost en 1231, Costo en 1284 ou Coustz en 1545 puis en 1648 (H Boyer, Dictionnaire toponymique du Cher), tandis que sur la carte de Cassini, Changy était Changy aux Bourgeois.

## Histoire
En 1569, Nicolas de Nicolay décrit la cité dans sa Générale description du Bourbonnais comme « paroisse et justice en laquelle sont les maisons seigneuriales de Creuzet et Bonnais, situé sur un haut, et contient 19 feux. »

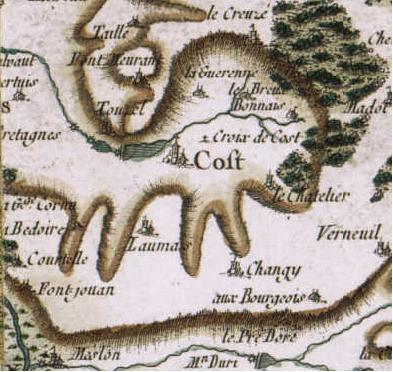
Coust sur la carte de Cassini vers 1780.

Dès 1813, il fut envisagé d'intégrer la commune de Changy. C'est en 1823 que Changy est réunie à Coust (et en partie à Lételon), en même temps que l'est Meslon.

### Préhistoire
On trouve du mobilier du paléolithique inférieur dans les sédiments du Cher. Un fragment de molaire de mammouth a été découvert près de la rivière tandis que divers objets néolithiques sont signalés sur les reliefs adjacents, et quelques outils en silex pressignien sur Cortel, où fut aussi découverte une épée datant de l'âge du fer, dont un moulage est conservé au Musée d'Archéologie Nationale de Saint-Germain-en-Laye.
D'anciens tumuli ont été fouillés à la fin du XIXe siècle (voir les musées du Berry à Bourges et Saint-Vic à Saint-Amand-Montrond).

### Époque romaine

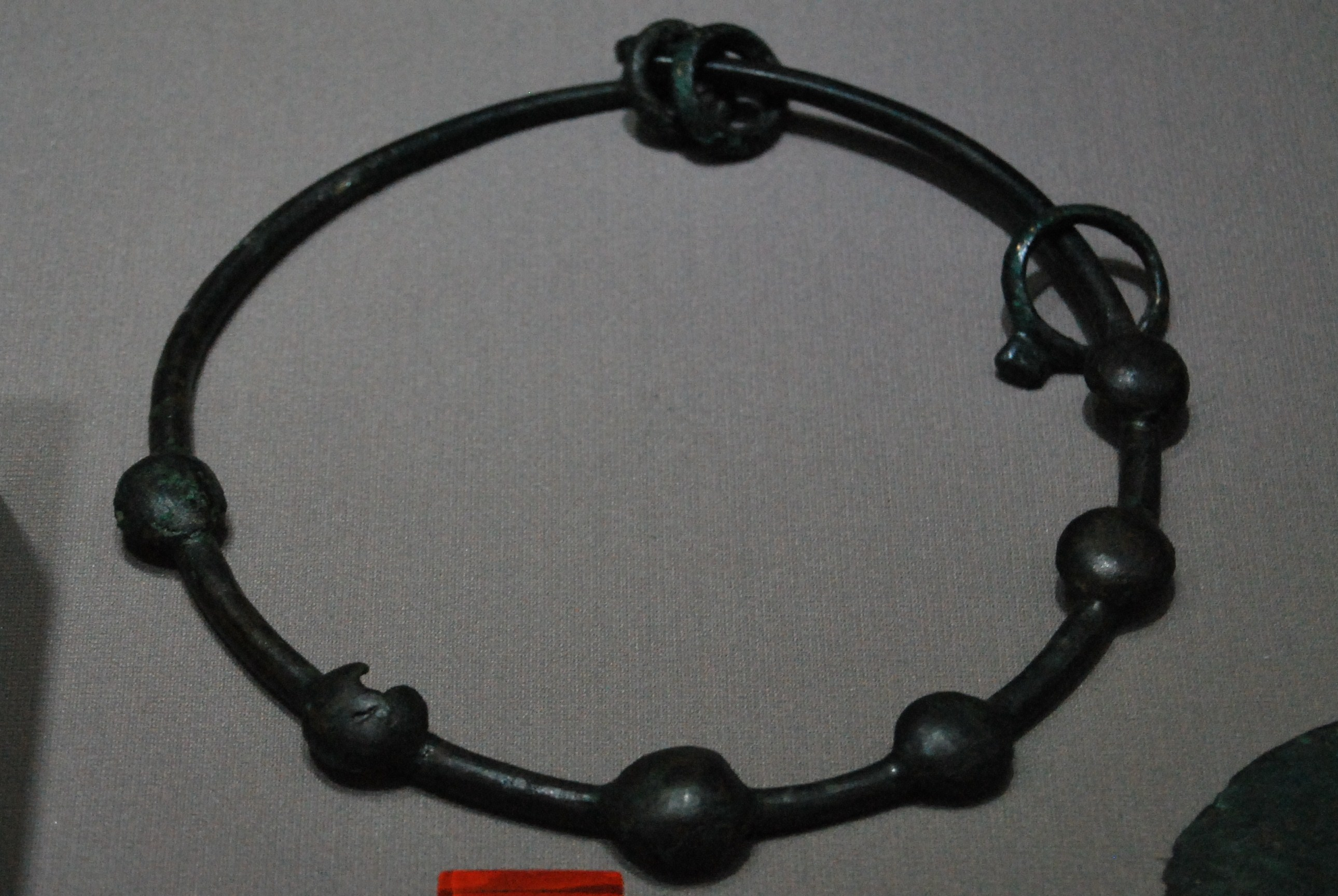
Le torque de bronze trouvé à Coust.

Le Chignon ainsi que l'eau de la source de Meslon, furent captés par deux aqueducs gallo-romain qui alimentaient le sanctuaire de Drevant. Tout proche, un lieu-dit conserve le toponyme  Fontjouan' (peut-être fons Jovis). Un des deux aqueducs est visible près du pont-canal de la Tranchasse.
La voie romaine reliant Derventum à Bourbon-l'Archambault passait par "Le Pilori", et probablement par "les Cris de Montjalon".
 Des antiquités gauloises  sont conservées au musée Saint-Vic à Saint-Amand-Montrond. Elles furent trouvées dans les lieux-dits Touzelle, le Creuzet, Meslon et Cortel à la fin du XIXe siècle. Parmi ces objets, des ossements, des bracelets mais aussi du mobilier. Au musée du Berry à Bourges est exposé un torque trouvé à Coust et datant d'environ 580 ans avant notre ère. Aux Grands Cris, des vestiges de bâtiments gallo-romains furent mis au jour, le site n'est plus visible.

### Époque médiévale
On note sur la commune un presbytère ancien devenu maison particulière ainsi qu'un hôtel particulier, menaçant la ruine et un pigeonnier du XVe siècle à Cortel, semblable à celui du musée Saint-Vic. Sont aussi à voir les très nombreuses granges à auvent berrichonnes, à deux ou trois pans que l'on retrouve principalement en Berry et parfois dans les régions frontalières.

Un prieuré du XIIIe siècle, aujourd'hui disparu, dépendait de l'abbaye Notre-Dame de Bellavaux de Charenton. Il est fait mention dans ses archives d'une prieure de Coustz (1545, liasse 24), ce qui laisse présumer son existence encore à cette époque.

#### Meslon
La source gallo-romaine dite de Meslon, située à Beaufitu, attire bon nombre de personnes venant toujours s'y ravitailler en eau, en dépit du fait que la qualité de son eau n'y soit plus mesurée depuis quelques années. Elle offre aux marcheurs un point de détente à l'ombre du lavoir qui la canalise.
En contrebas, le hameau de Meslon présente un ensemble médiéval homogène composé d'une forteresse primitive construite du XIe au XVe siècle, d'un hôtel particulier du XVe siècle et d'un moulin à eau. Un remarquable pigeonnier dominait le hameau, en dépit de son état de ruine, il s'élève toujours à une dizaine de mètres, pour un diamètre intérieur d'environ 9 mètres, et compte plusieurs centaines de niches. Sa construction remonterait au XVe siècle.
Dans le Dénombrement des fiefs du Bourbonnais de 1503, l'écuyer Jehan Barbarin fait aveu à la duchesse de Bourbon de "son hoste de Meslon, grange, vacherie, foussez, mothe, coulombiers, vignes, estable et plusieurs autres choses..." et d'une rente annuelle de 30 livres.
| 1793 | 1800 | 1806 | 1821  |
| ---- | ---- | ---- | ----- |
| 156  | 258  | 304  | 136*/ |

#### Changy
Cette ancienne commune fut intégrée à Coust en 1823,
| 1793 | 1800 | 1806 | 1821 |
| ---- | ---- | ---- | ---- |
| 175  | 183  | 215  | 181  |

La seigneurie de Changy est à son apogée en 1477. Le maréchal de France Philippe de Culant en est alors seigneur, ainsi que de Saint-Amand, Lételon et Meslon. Changy comprenait Braize et l'étang de Saint-Bonnet, et fut, à l'instar de Drevant, un vignoble réputé pour la quantité de vin qu'il produisait, plus que pour ses qualités gustatives.

### XVIIIe
Coust a vu naître en 1758, Jacques Guéry, engagé le 1er septembre 1776 dans l'armée française (régiment d'Hainaut), combattant pour la guerre de l'indépendance américaine. Il trouva la mort en campagne le 13 août 1778 devant Newport lors d'une sortie de l'escadre d'Estaing.

### XIXe
Un vestige du pont métallique du XIXe siècle est conservé près du nouveau pont sur le Cher, les signatures de plusieurs ouvriers sont gravées dans le métal de la poutrelle principale. On peut voir sur les communes voisines de Drevant et d'Épineuil-le-Fleuriel, des ponts de construction similaire à celui-ci, remplacé dans les années 1990 par un pont plus large permettant le passage de véhicules plus lourds.
Comme dans la plupart des régions rurales, le Berry a vu de nombreuses croix s'élever aux croisements de ses sentiers. Ainsi sur la commune, outre une croix de mission en bois, on note une vingtaine de croix des plus simples en pierre calcaire aux plus raffinées alliant minéral et fer forgé, qui marquent à cette époque encore l'omniprésence de la religion catholique.

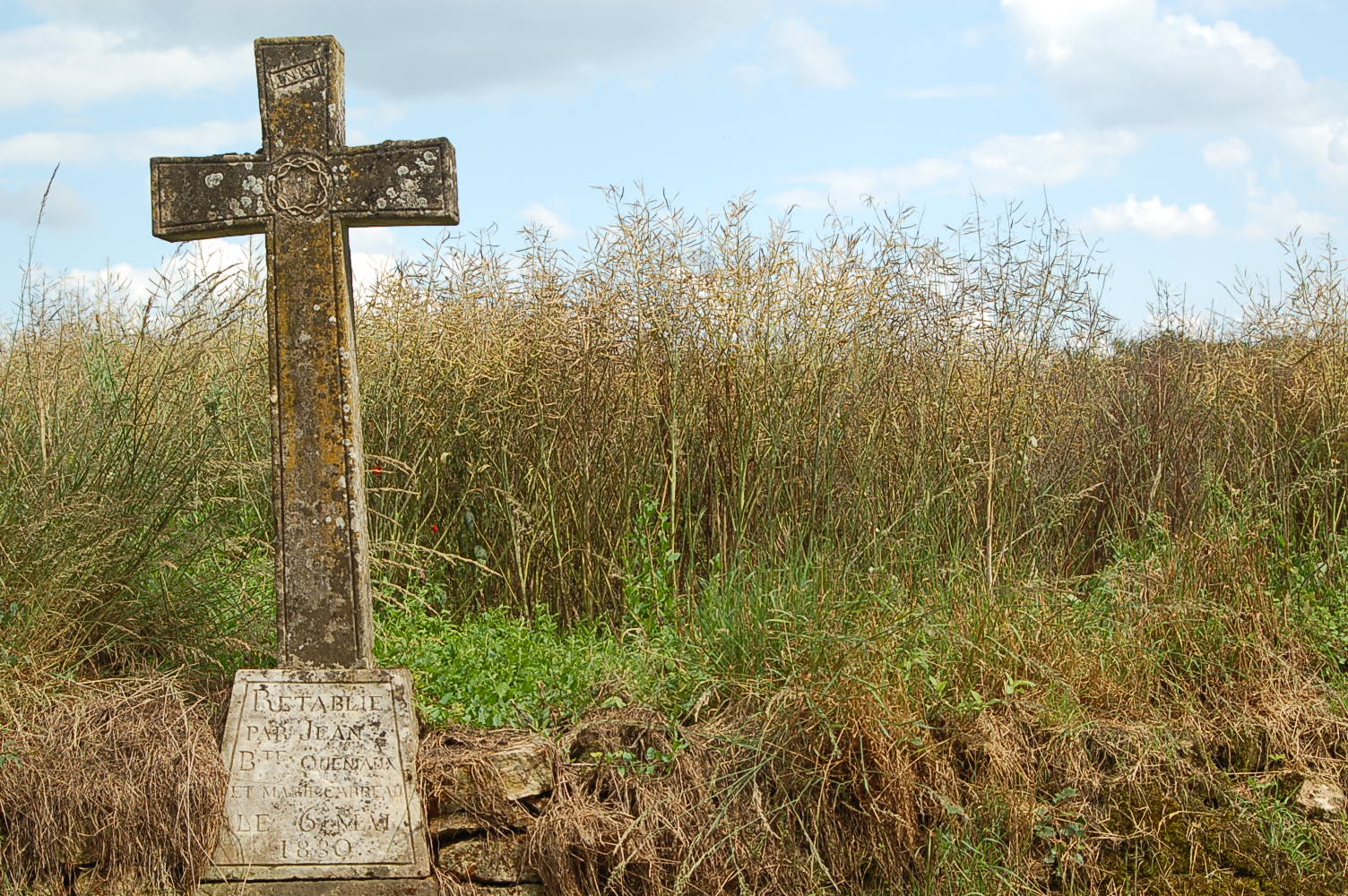
Croix de sentier à La Bedoire.

## Politique et administration
Coust fait partie de la Communauté de communes du Berry charentonnais, créée en 1999.
| Période                                  | Période  | Identité             | Étiquette | Qualité                         |
| ---------------------------------------- | -------- | -------------------- | --------- | ------------------------------- |
| Les données manquantes sont à compléter. |          |                      |           |                                 |
| 1837                                     | 1840     | M. Rey               | -         | Médecin, conseiller général     |
| 1849                                     | 1855     | M. Lepinat           | -         | -                               |
| 1855                                     | 1884     | M. Rey               | -         | -                               |
| 1884                                     | 1895     | M. Aupy              | -         | -                               |
|                                          |          |                      |           |                                 |
| 1965                                     | 1995     | Guy Pateux           | -         | -                               |
| 1995                                     | 2001     | Fernand Roger        | -         | -                               |
| 2001                                     | 2014     | Philippe Aucouturier | -         | -                               |
| mars 2014                                | En cours | Pascal Collin,       |           | Contremaître, agent de maîtrise |

## Démographie
L'évolution du nombre d'habitants est connue à travers les recensements de la population effectués dans la commune depuis 1793. Pour les communes de moins de 10 000 habitants, une enquête de recensement portant sur toute la population est réalisée tous les cinq ans, les populations de référence des années intermédiaires étant quant à elles estimées par interpolation ou extrapolation. Pour la commune, le premier recensement exhaustif entrant dans le cadre du nouveau dispositif a été réalisé en 2008.

En 2022, la commune comptait 430 habitants, en évolution de −4,02 % par rapport à 2016 (Cher : −2,48 %, France hors Mayotte : +2,11 %).
| 1793 | 1800 | 1806 | 1821 | 1831 | 1836 | 1841 | 1846 | 1851 |
| ---- | ---- | ---- | ---- | ---- | ---- | ---- | ---- | ---- |
| 213  | 203  | 213  | 208  | 615  | 676  | 663  | 665  | 652  |

| 1856 | 1861 | 1866 | 1872 | 1876 | 1881 | 1886 | 1891 | 1896 |
| ---- | ---- | ---- | ---- | ---- | ---- | ---- | ---- | ---- |
| 646  | 642  | 709  | 685  | 712  | 704  | 725  | 749  | 725  |

| 1901 | 1906 | 1911 | 1921 | 1926 | 1931 | 1936 | 1946 | 1954 |
| ---- | ---- | ---- | ---- | ---- | ---- | ---- | ---- | ---- |
| 707  | 713  | 707  | 598  | 592  | 546  | 501  | 503  | 493  |

| 1962 | 1968 | 1975 | 1982 | 1990 | 1999 | 2006 | 2008 | 2013 |
| ---- | ---- | ---- | ---- | ---- | ---- | ---- | ---- | ---- |
| 503  | 503  | 518  | 460  | 506  | 475  | 467  | 465  | 457  |

| 2018 | 2022 | - | - | - | - | - | - | - |
| ---- | ---- | - | - | - | - | - | - | - |
| 441  | 430  | - | - | - | - | - | - | - |

Entre 1821 et 1831, on remarque que la population est quasiment multipliée par trois, fait coïncidant avec l'absorption des communes de Changy et Meslon en 1823.

## Économie
L'économie de la commune repose essentiellement sur l'agriculture mixte.

## Vie locale

### Enseignement
- L'école maternelle et primaire de Coust.
- L'école de Coust offre chaque jour de classe un service de garderie destiné à ses élèves.

### Sports
- Stade de football communal
- Court de tennis communal
- Terrain de pétanque
- La portion du GRP Saint-Amandois qui passe par Coust compte parmi les plus vallonnées.

### Animations
- Le comité des Fêtes de Coust, organise chaque année des randonnée et assure l'animation du village.
- Depuis 2004 et chaque été fin juillet, l’association Accordéon en Chansons de Coust organise un festival de plein air axé autour de l'accordéon et de la variété française, ainsi qu'une brocante.

## Culture locale et patrimoine

### Lieux et monuments

#### Patrimoine religieux
- L'église Notre-Dame fut édifiée à partir du XIIe siècle à l'initiative du couvent de religieuses fondé en 604 à Charenton-du-Cher. L'édifice est classé monument historique en 1911[28].
- La croix des Thianges, datée de 1472 se trouve dans le cimetière et a été classée monument historique par arrêté du 26 septembre 1892[29].

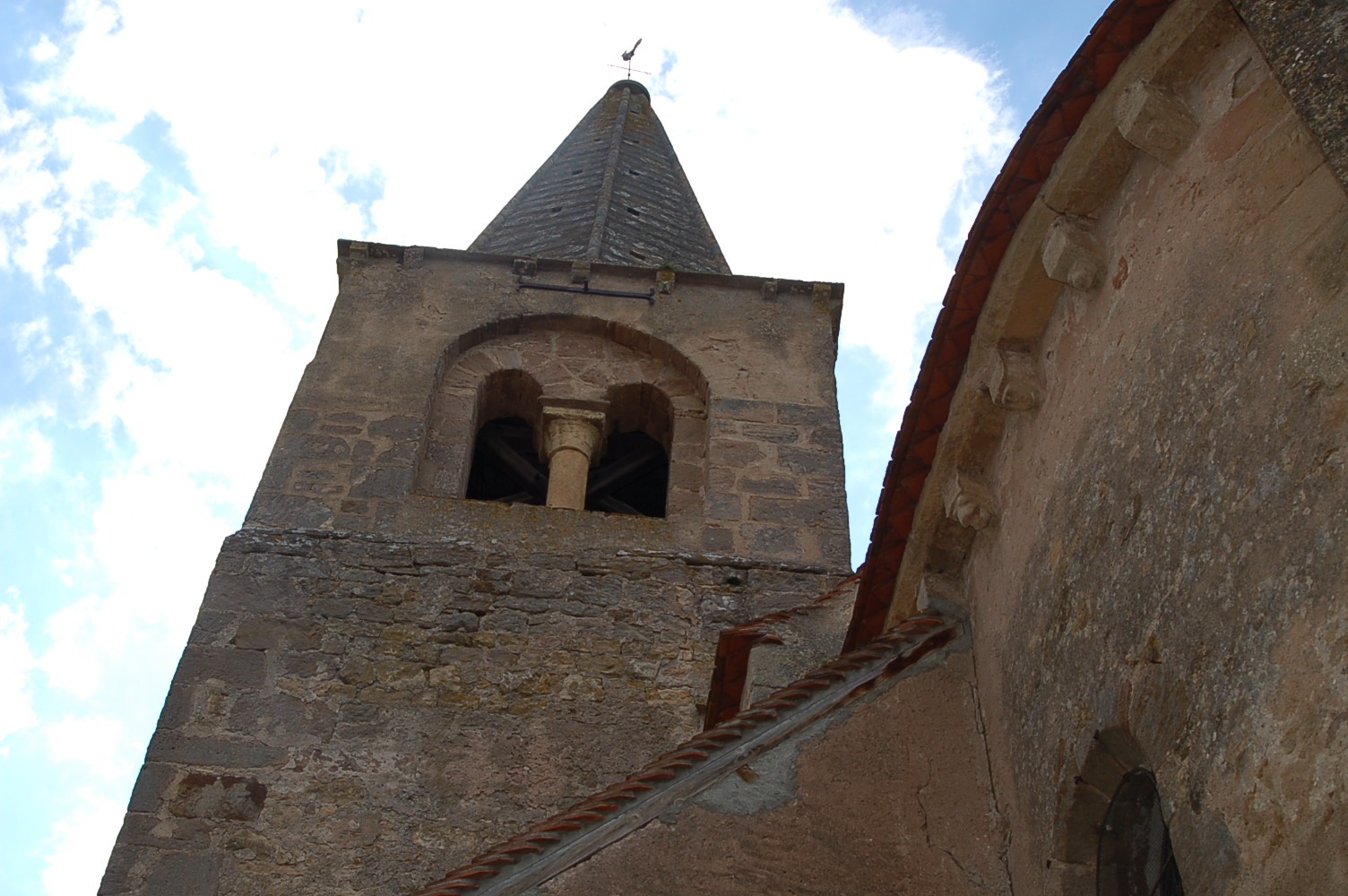
Le clocher de l'église Notre-Dame.
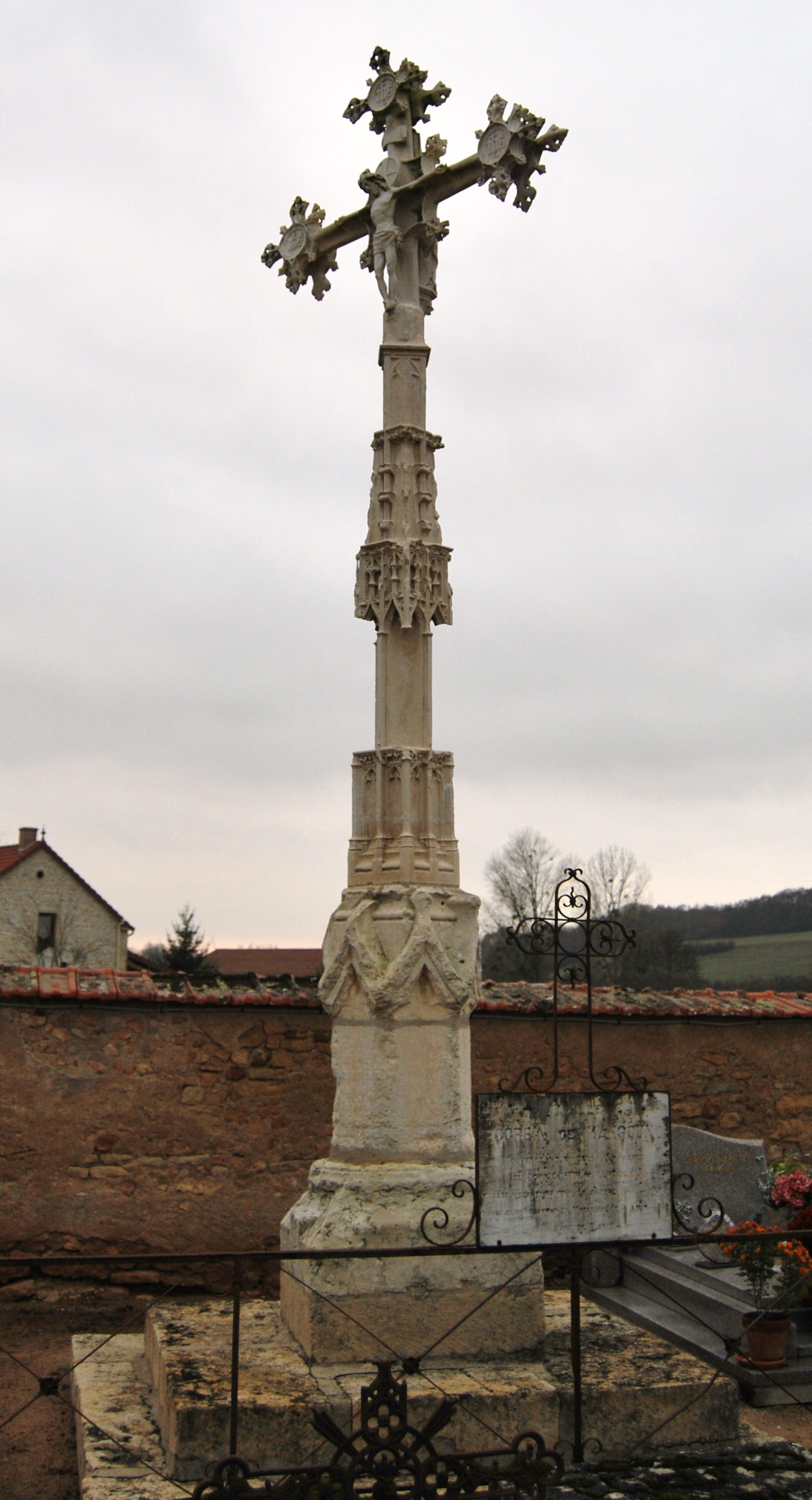
Croix de Thianges.

#### Patrimoine civil
- Le château de Bonnais date du XVe siècle
- Le château du Creuzet et son hameau, inscrits aux monuments historiques depuis le 14 janvier 2014.

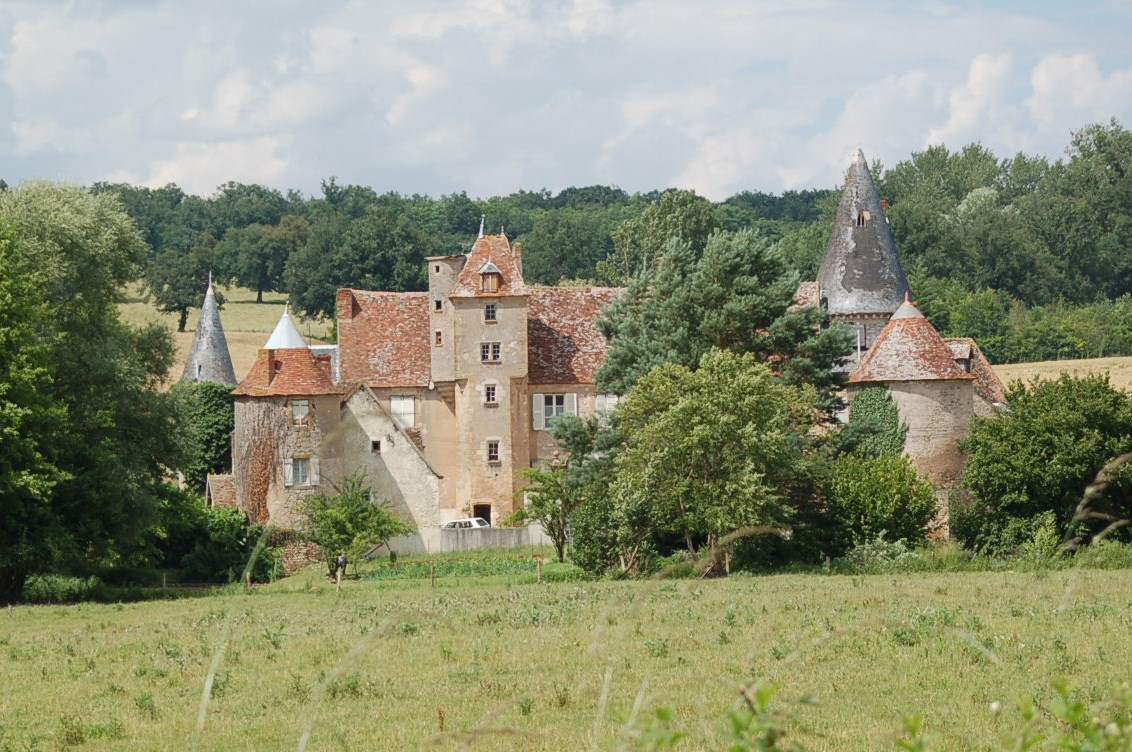
Château de Bonnais.
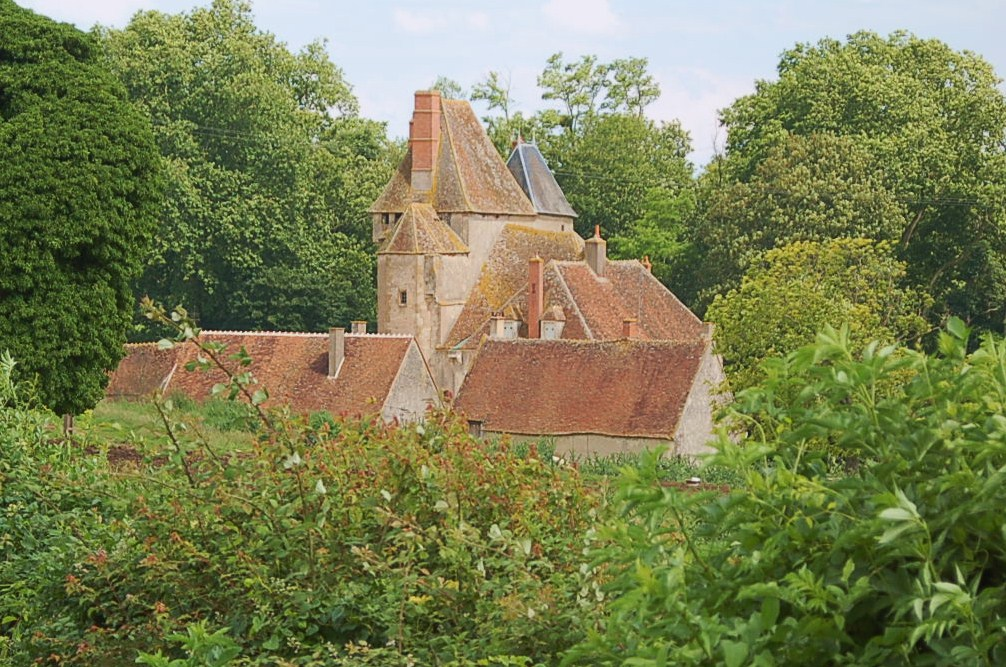
Château de Creuzet.

- Fontaine de Meslon, d'où partait un aqueduc en direction du site gallo-romain de Drevant[30] (Derventum).